# Benson (Minnesota)
Benson is een plaats (city) in de Amerikaanse staat Minnesota, en valt bestuurlijk gezien onder Swift County.

## Demografie
Bij de volkstelling in 2000 werd het aantal inwoners vastgesteld op 3376.
In 2006 is het aantal inwoners door het United States Census Bureau geschat op 3129, een daling van 247 (-7,3%).

## Geografie
Volgens het United States Census Bureau beslaat de plaats een oppervlakte van
6,4 km², geheel bestaande uit land. Benson ligt op ongeveer 319 m boven zeeniveau.

## Plaatsen in de nabije omgeving
De onderstaande figuur toont nabijgelegen plaatsen in een straal van 28 km rond Benson.